# Bostan
Bostan (persa: بوستان, pronunciat "Būstān") (L'hort) és un recull poètic de l'escriptor Saadi, acabat al 1257 i dedicat a l'atabeg salghúrida Sa'd I o Sa'd II.
És la primera obra de Saadi, i el títol significa 'l'hort'. El llibre conté el fruit de la seua àmplia experiència i les seues reflexions sobre la vida, que il·lustra amb una vasta col·lecció d'anècdotes. Inclou relats dels seus viatges i la seua anàlisi de la psicologia humana. Sovint en els relats expressa fervor i consells de manera semblant a les Faules d'Isop. És una obra important del sufisme.
Segons The Guardian aquest llibre es considera un dels 100 millors llibres mai escrits. És compost en estil masnaví (apariats amb rima). La versió del Bostan traduïda al neerlandés data del 1688 i la va realitzar Daniel Havart.